# 八路军总司令部旧址
八路軍總司令部舊址，是中國第一批全国重点文物保护单位的革命遺址及革命紀念建築物之一（其中北村部分是從第六批全國重點文物保護單位併入），由三处分別位於山西省长治市潞城区北村、武鄉縣磚壁村和王家峪村的建築物構成，它們分別是四合院和古寺廟群。舊址在中国抗日战争時一度被用作國民革命軍第八路军總司令部，中国共产党军事将领朱德、彭德懷和左權均曾入住其中，並在此發動各種抗日運動、以及指揮戰役，建立根據地。磚壁村和王家峪村的舊址在1961年被列入第一批全国重点文物保护单位，北村舊址在2006年併入。

## 歷史
在中国抗日战争期間，山西武乡县是太行山根据地的腹地之一；國民革命軍第八路军在1937年8月開始參與山西抗日前線，軍隊的總司令部曾先後設於在多個地點，其中武鄉縣磚壁村和王家峪村是駐紮最久的一處，八路军領導人在此指揮華北地區的游擊戰。
1938年10月，八路軍總司令部和中共中央北方局進駐山西潞城县（現為潞城区）北村。由於當地农民對共产党的印象非常負面，他們听说八路军將會到臨，便全體躲到村外；數天後，村民發現八路軍軍人沒有搶掠糧食後返回村內，後來覺得八路军部隊纪律严明、人員品格优良，對他們的態度轉趨友好。八路軍总部驻扎在一座由居民主动让出的四合院，它是北村最豪华的民居。总部設於北村期間，八路軍領導人設立了晋东南各界的抗日組織，多次與中國國民黨谈判，反抗侵華日軍的掃蕩，成功在華北地區建立根據地；八路军总部亦曾在1939年春季召开了动员大会，号召各人在村內耕作，從而减低农民的负担。此外，將領左权也在北村总部與刘志兰結婚，他其後為紀念這裡而把女兒命名為左太北。
1939年7月初，侵華日軍在晋东南发动第二次九路围攻，試圖彻底摧毁八路军根据地。日軍在6日逼近北村，八路军只好轉移陣地，从北村出发，沿浊漳河流域向西北方前進；當時正值太行山一帶的雨季，日軍一直紧随在後，八路军最終成功渡過浊漳河，在15日来到武乡縣砖壁村。砖壁村出入不便，但易守难攻，八路军因而決定在當地駐紮。由於八路军在深夜抵達，部队在村內一座破舊廟宇旁露营，以免惊动村民；翌日，八路军成員把庙宇稍作整修，总部由此遷入砖壁村。总部設於砖壁時，八路军成功粉碎了侵華日軍的围攻和扫荡；他們又努力與村民打好關係，招攬村民參與八路军。
砖壁村的水源供應不足，食水短缺問題在1939年11月因雨季结束而變得更嚴峻；為了不影響當地居民生活，八路军領導人朱德決定把总部临时转移到10公里外的王家峪村，但部分兵員仍然留在磚壁村。總部設於王家峪村期間，朱德、彭德懷等八路军領導人基於中國共產黨獨立自主的原則，與國民黨勢力鬥爭。同時，朱德组织民众抵抗侵華日軍，同時領導军民植树造林，從而建设根据地。此外，八路軍領導人在王家峪村總司令部指挥了135場战斗，並爭取外國支援抗日，有说法由此认为王家峪是中国抗日战争的指挥中心。
八路军总部在1940年6月再次遷回砖壁村，此舉的原因存在爭議。一說認為，八路军領導人答應了砖壁村居民在翌年雨季重返，因而在雨季來臨後把总部遷回村內；另一說法認為，這樣的原因是武鄉縣段村被日軍佔领，當時段村的日军突然围攻王家峪，八路军总部机关便重新進駐砖壁村。1940年7月，彭德懷、左权、罗瑞卿、刘伯承、邓小平、徐向前、聂荣臻、吕正操等八路军领导人在砖壁村總司令部部署和指挥了百团大战，成功打破侵華日军的囚笼政策，阻礙日本繼續进攻中國的計劃，並遏止對日媾和的意見。
八路軍总部在1940年11月一度遷至辽县（現名為左权县），後來在1942年5月反日军扫荡後再进驻砖壁村，此舉的原因亦是有爭議。有村民憶述八路軍軍人指出，彭德懷是因為懷念戰死的左权而率总部搬回砖壁村，此後經常因睹物思人而在總部內哭泣；另一種說法指，日軍發動20,000多人進行铁壁合围，試圖消灭八路军总部，进驻砖壁村是為了总部的安全。八路军总部這次在砖壁村駐紮了約20天，期間為左权举行了追悼会；此後，八路军先後到山西的太岳軍區和麻田鎮駐紮，再沒有回到舊址。

## 古跡結構
北村的八路軍總司令部舊址是一座四合院，為典型的山西东南部建筑风格，大门有屏风，北屋有七所正房，东西面合共有五所厢房；作战室設於七所正房，八路軍总司令朱德住在西楼，副总司令彭德怀住在东楼，副总参谋长左权住在下东房。
磚壁村的八路軍總司令部舊址是一座位於村東的古寺庙群，共佔地一万多平方米，建筑风格近似於中国传统寺庙。舊址的組成部分有玉皇庙、佛爷庙、李家祠堂和娘娘庙，玉皇庙正殿設有参谋处办公室，玉皇庙献殿設有会议室，秘书长的办公室和参议室分別设於玉皇庙戏台的东西耳房；朱德住在新窑院南房，彭德怀住在李家祠堂，左权住在娘娘庙，作战科参谋人员住在玉皇庙的东西配殿。
王家峪村的八路軍總司令部舊址由三座相连的三所农家院落组成，是最普通的农家四合院；建築物坐北朝南，北面有八個窑洞，西院有接待室、参谋住室和马棚，东院是陈赓、李达等將領來到八路軍總司令部出現席會議時的住室，中院設有参谋处、秘书处和警卫员住室，亦是朱德、彭德怀、左权等人的住所。

## 保護
磚壁村的八路軍總司令部舊址在1953年被公布为全国第一批革命重点文物保护单位之一，1961年與王家峪村的舊址同被列入第一批全國重點文物保護單位；1979年，国家文物局拨款组织有关部门修繕磚壁村舊址，分別為舊址的多個構成部分進行揭顶翻修、拆除重建和复原新建工程，並按戰時的狀況重新陈設，舊址最終在1980年10月开放参观，遊人頗多。
王家峪村的八路軍總司令部舊址在1961年與磚壁村舊址一同被列为第一批全國重點文物保護單位，1994年成為长治市国防教育基地，2005年被訂为「山西省31处红色旅游精品景点」、「全国100个红色旅游经典景区」之一。中華人民共和國投资了623万人民幣為王家峪村旧址進行修缮，有關工程在2015年招标。王家峪村舊址設有紀念館，共有10个展厅、918件文物和逾400张照片。
北村的八路軍總司令部舊址在中華人民共和國成立後曾被分给農民，後因為日久失修而開始殘破。1984年，中國共產黨在北村的支部号召全体共產党员和村民集资六万元人民幣修复舊址，让舊址的陳設能夠重现战時的场景，並徵募文物來建立纪念馆；這次修復工程沒有向國家請求撥款，是中華人民共和國初次由农民自发集资來保護此類遺址。1990年，將領杨尚昆和徐向前為北村的旧址和纪念馆题写匾额，中国革命博物馆赠予11件文物，中国革命军事博物馆則送赠了朱德和彭德怀的塑像。八路军总部北村旧址于2004年6月10日被山西省人民政府公布為第四批山西省文物保护单位，2006年5月25日，八路军总司令部北村旧址被归入第一批全国重点文物保护单位八路軍總司令部舊址，並先後被定為「山西省革命传统教育基地」、「爱国主义教育示范基地」和「山西省国防教育基地」。

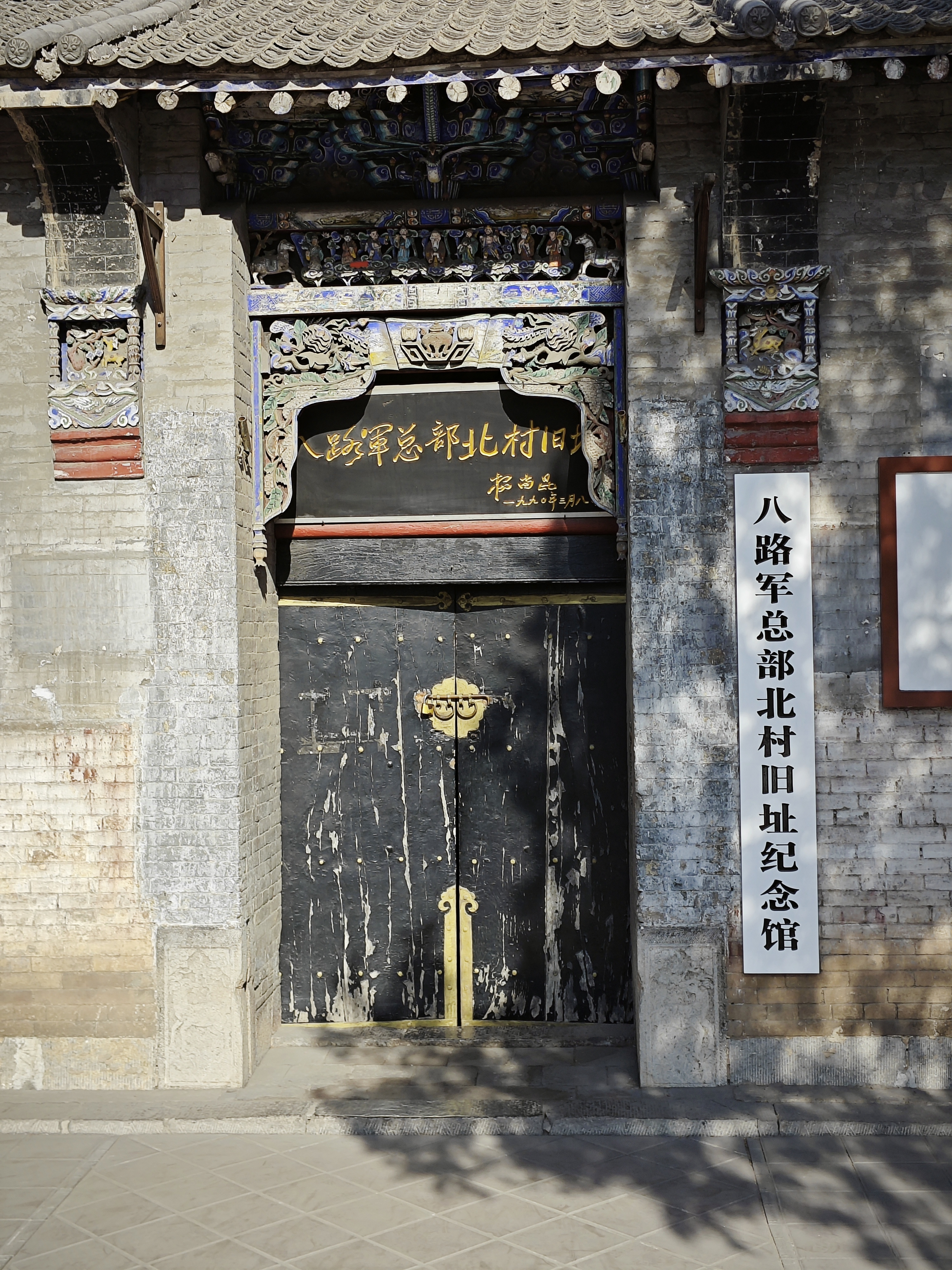
八路军总部北村旧址大门